# Likovni elementi
Likovni elementi su elementi koji se koriste u različitim odnosima pri oblikovanju likovne kompozicije.
- Točka
- Crta (linija)
- Boja
- Ploha
- Tekstura
- Prostor
- Volumen